# Крепкая (приток Мульты)
Крепкая — река в Усть-Коксинском районе Республики Алтай. Устье реки находится в 22 км по левому берегу реки Мульта. Длина реки составляет 12 км.
В двух километрах от устья слева впадает река Проездная Мульта.
Система водного объекта: Мульта → Катунь → Обь → Карское море.

## Данные водного реестра
По данным государственного водного реестра России относится к Верхнеобскому бассейновому округу, водохозяйственный участок реки — Катунь, речной подбассейн реки — Бия и Катунь. Речной бассейн реки — (Верхняя) Обь до впадения Иртыша.